# Gilberto Batista
Gilberto Dambi Batista (29 dicembre 2003) è un calciatore guineense con cittadinanza portoghese, difensore del Moreirense.

## Carriera

### Club
Batista è cresciuto nel settore giovanile dello Sporting Lisbona, con cui ha firmato il primo contratto professionistico nel gennaio del 2020. Dal 2021 al 2023 ha militato nella squadra B in Terceira Liga.
Il 2023 è stato acquistato a titolo definitivo dal Moreirense ed il 27 ottobre ha giocato il suo primo incontro professionistico scendendo in campo contro l'Arouca in Primeira Liga.

### Nazionale
Ha giocato nella nazionale portoghese Under-20.
Successivamente decide di rappresentare la Guinea-Bissau, con cui debutta il 24 marzo 2025 nella sconfitta interna contro il (1-2).

## Statistiche

### Presenze e reti nei club
Statistiche aggiornate al 25 febbraio 2024.
| Stagione        | Squadra            | Campionato      | Campionato | Campionato | Coppe nazionali | Coppe nazionali | Coppe nazionali | Coppe continentali | Coppe continentali | Coppe continentali | Altre coppe | Altre coppe | Altre coppe | Totale | Totale | Totale |
| Stagione        | Squadra            | Comp            | Pres       | Reti       | Comp            | Pres            | Reti            | Comp               | Pres               | Reti               | Comp        | Pres        | Reti        | Pres   | Reti   |        |
| --------------- | ------------------ | --------------- | ---------- | ---------- | --------------- | --------------- | --------------- | ------------------ | ------------------ | ------------------ | ----------- | ----------- | ----------- | ------ | ------ | ------ |
| 2021-2022       | Sporting Lisbona B | TL              | 3          | 0          |                 | -               | -               |                    | -                  | -                  |             | -           | -           | 3      | 0      |        |
| 2022-2023       | Sporting Lisbona B | TL              | 21         | 0          |                 | -               | -               |                    | -                  | -                  |             | -           | -           | 21     | 0      |        |
| 2023-2024       | Moreirense         | PL              | 4          | 0          | CP+CdL          | 00              | 0               |                    | -                  | -                  |             | -           | -           | 4      | 0      |        |
| Totale carriera | Totale carriera    | Totale carriera | 28         | 0          |                 | 0               | 0               |                    | -                  | -                  |             | -           | -           | 28     | 0      |        |